# Giovanni Battista Zelotti
Giovanni Battista Zelotti (kaldtes også Battista Farinato, Battista da Verona, Battista da Veneziano og Battista Fontana) (ca. 1526 i Venedig – 28. august 1578 i Mantova) var en italiensk kunstmaler. 
Han lærte malerfaget under Antonio Badile, muligvis også under sin onkel Paolo Farinata. Han var under stærk påvirkning af vennen Paolo Veronese, som han hjalp med flere arbejder. Han arbejdede i egnen omkring Verona, Vicenza, Treviso m. m. og hans værkers karakter anbringer ham nærmest i gruppen af venetianske kunstnere. 
Sammen med vennen Veronese malede han fresker i villaer i Castelfranco, bl.a. i Villa Emo (nu Villa Fanzolo) og i Villa Soranza. Freskerne herfra, som han malede i 1551, er nu i domkirkens sakristi.
Zelotti arbejdede endvidere i Vicenzas domkirke, Venedigs kongelige palads (»Dyderne«) samt i gallerier i Bergamo og i Rom (Villa Borghese). 
Et af hans betydeligste værker er de allegoriske loftsmalerier, der forherligede dogernes bedrifter, og som er i Dogepaladset i Venedig.
1. ↑  Navnet er anført på engelsk og stammer fra Wikidata hvor navnet endnu ikke findes på dansk.
2. ↑  Navnet er anført på engelsk og stammer fra Wikidata hvor navnet endnu ikke findes på dansk.